# 필 톰슨
필립 버너드 톰슨(영어: Philip Bernard Thompson, 1954년 1월 21일, 머지사이드 주 커크비 ~)은 잉글랜드의 전직 축구 선수로, 1970년대와 1980년대 현역 시절 리버풀에서 수비수로 활약했다. 같은 시기 그는 잉글랜드 국가대표팀 경기에도 42번 출전했으며, 이 중 6경기에서 잉글랜드 국가대표팀 주장으로 출전했다. 현역 은퇴 후, 그는 2001-02 시즌에 리버풀 수석 코치를 역임했고, 제라르 울리에가 병가로 빠진 가운데 6개월 동안 감독직을 대행했다. 그는 스카이 스포츠의 토요일 축구 평론가로 2020년 8월까지 22년 출연했고, 노르웨이 TV 2에서도 비정기적으로 평론가로 활동했으며, 리버풀 대학교 객원 교수로 축구 산업 경영학 석사 과정을 강의했다.

## 클럽 경력

### 리버풀
톰슨은 머지사이드 주 커크비 출신으로, 리버풀 지지자로서 유년 시절에 스피온 콥 스탠드에서 리버풀을 응원했다. 그의 꿈은 1971년 1월 22일에 17번째 생일을 맞이한 이튿날에 프로 계약을 맺으면서 성사되었다.
그는 이듬해 숙적 맨체스터 유나이티드와의 올드 트래퍼드에서의 일전에서 1군 신고식을 치렀다. 81분에 붉은 군단이 2-0으로 앞선 가운데, 섕클리는 존 토샥을 불러들이고 18세 수비수를 투입했다. 섕클리는 2골차를 굳히기 위해 그를 투입했지만, 3분 뒤 [[엠린 휴스가 리버풀의 쐐기골을 넣고 경기를 끝냈다. 1973년, 리버풀은 1부 리그와 UEFA컵을 동시에 석권해 2관왕을 달성했고, 톰슨은 두 대회 우승하는 과정에서 대부분의 경기에 출전했다. 그 다음 시즌, 그는 래리 로이드를 벤치로 밀어내고 토미 스미스를 측면으로 이동시킨 뒤 구단의 주장 휴스와 중앙 수비를 분담했다.
톰슨은 3-0으로 이긴 뉴캐슬 유나이티드와의 1974년 결승전 경기에서 맬컴 맥도널드를 대인 방어했고, 톰슨은 붉은 군단의 수비에 막혀 무력화되었다. 톰슨은 1976년에 또다시 리그와 UEFA컵을 동시에 석권할 때에도 주축 선수로 활약했다.
1976년에 톰슨은 잉글랜드 국가대표팀에 처음으로 차출되어 렉섬의 레이스코스 그라운드에서 열린 웨일스와의 3월 24일 친선경기에서 국가대표팀 경기에 처음 출전했고, 이 경기는 2-1로 이겼다. 1976년 5월 28일, 여름 소규모 대회에서, 톰슨은 뉴욕에서 이탈리아전에서 처음이자 마지막으로 국가대표팀 경기 득점에 성공했고, 이 골은 결승골이 되었다.
그 이듬해인 1977년, 리버풀은 가장 풍성한 해를 보냈지만, 톰슨은 중요한 순간에 빠졌다. 비록 그는 리버풀이 리그 정상을 지키는 과정에 충분한 경기에 출전해 메달을 목에 걸었지만, 부상으로 특이한 3관왕을 달성하는 승부처에서 빠졌고, 리버풀은 FA컵과 유러피언컵 결승전을 그 없이 치렀다. 노련한 스미스가 톰슨을 대신해 출전했는데, 1977년 FA컵 결승전은 맨체스터 유나이티드에 패했지만, 로마에서 벌어진 유러피언컵 결승전에서는 묀헨글라트바흐에 3-1로 이기며 사상 첫 유럽 정상 등극에 성공했다.(이 과정에서 스미스가 리버풀의 추가골을 기록했다)
톰슨은 부상에서 회복해 정상 방어전에 참가했고, 유러피언 슈퍼컵 경기에서 케빈 키건의 함부르크를 상대로 득점도 올렸다. 리버풀은 리버풀은 웸블리에서 열린 첫 리그컵 결승전에 진출했고,(그 전까지 리버풀은 이 대회를 진지하게 치르지 않았다) 노팅엄 포리스트와 득점 없이 비긴 후 재경기를 치렀다. 톰슨은 재경기에서 실망스러운 활약을 펼쳤ㄴ는데, 그는 포리스트의 미드필더 존 오헤어에게 반칙을 범해 브라이언 클러프의 선수단에 승리를 선사한 페널티킥을 헌납했다. 자신에게 한 점의 의심 없던 톰슨은 불행했다고 보았고, 비록 그가 반칙을 범했지만, 재생 화면에서 그가 문전 영역 밖에서 넘어뜨린 것으로 나왔다. 리버풀은 리그도 포리스트에게 내주었지만, 클뤼프 브뤼허와의 유러피언컵 결승전을 승리하며 대회 2연패를 기록했는데, 톰슨은 이번에 유러피언컵 결승전에 출전했다.
톰슨은 1979년 리그 정상을 탈활할 당시 앨런 핸슨과 중앙 수비를 분담했다. 휴스가 1979년 말에 울버햄프턴 원더러스로 떠나면서, 톰슨은 주장을 맡아 1980년에 리그 우승 트로피를 들어올렸다. 그는 이후에도 잉글랜드 국가대표팀에서 주전으로 활약하며 10년 만의 대회 본선에 진출했지만, 이탈리아에서 열린 1980년 유럽 선수권 대회 본선에서의 성적은 실망스러웠다.
톰슨의 리버풀 주장으로서 정점의 순간은 1981년에 파리에서 열린 유러피언컵 결승전에서 레알 마드리드를 1-0으로 이기고 구단의 통산 3번째 우승에 일조하면서 찾아왔다. 톰슨은 같은 해 웨스트 햄 유나이티드와 재경기 끝에 리그컵도 석권했는데, 이로서 리그컵 대회 4연패 중 첫 우승에 성공했다.
밥 페이즐리는 주장 완장을 그레임 수네스에게 주기로 하면서 톰슨의 불만을 샀다. 당시, 톰슨은 기량이 떨어져 부진한 기량을 선보였다. 그에도 불구하고, 톰슨은 주전 수비수로 활약을 이어나갔고, 1982년과 1983년에 연속으로 리그 우승을 거두었다. 그는 1982년 리그컵 2연패를 달성할 당시에 주전으로 출전했지만, 1983년 결승전은 부상으로 결장했다.
1984년부터 톰슨의 리버풀에서의 입지는 크게 줄었고, 핸슨이 보다 젊은 마크 로런슨과 중앙 수비를 분담했다. 리버풀은 그 해 리그, 리그컵, 그리고 유러피언컵을 우승했지만, 톰슨은 세 대회 모두 우승 메달을 목에 걸 만큼 충분한 출전 기회를 잡지 못했다.

### 셰필드 유나이티드
1985년, 그는 스윈던 타운의 감독직을 제의받았지만, 선수로서 활동을 집중하기 위해 거절했다. 그는 셰필드 유나이티드로 이적했지만 정착하지 못했고, 은퇴하기 이른 나이인 31세에 축구화를 벗었고, 케니 댈글리시 리버풀 신임 감독의 사단으로 친정 구단에 복귀했다.

## 은퇴 후 행보
그는 리버풀 복귀 후 수석 코치로 4년을 역임하며 댈글리시의 2인자로 활동했고,(같은 시기 핸슨이 감독을 맡았다) 1988년과 1990년에 리그 정상에 올랐고, 1989년에는 FA컵을 우승했다. 톰슨은 1989년 4월 15일에 열린 힐즈버러 참사 당시 노팅엄 포리스트와 FA컵 준결승전을 치르기 위해 선수단과 동행했다. 이 날 참사로 94명의 희생자가 발생했고, 최종적으로 희생자 수는 97명이었다. 머지사이드 주의 숙적 에버턴과의 1988-89 시즌 FA컵 결승전 톰슨의 코치로서의 변치 않는 인상이 심어졌는데, 막판에 에버턴의 동점골 기회가 무효화되면서, 카메라에 톰슨이 양복과 넥타이를 매고 땀을 뻘뻘 흘리며 웸블리 벤치를 지키는 모습이 찍혔고, 기쁨과 기대에 차며 안도에 꽉 쥔 두 손을 흔들고 있었다. 에버턴은 얼마 후 동점골을 넣어 경기가 연장전으로 돌입했고, 결국 이 경기에서 리버풀이 승리했다.
톰슨의 후임으로 리버풀 주장이 된 수네스는 1991년 초에 댈글리시의 후임으로 취임했다. 톰슨은 1992년에 수네스로부터 맨체스터 유나이티드의 알렉스 퍼거슨과 수네스와 연관된 관건들에 대해 담소를 나눈 일로 해고장을 받았다. 그러나, 수네스가 레인저스와 연루되어 상황이 전환되었다. 두 구단과 톰슨은 그 과정에서 제안된 바를 비공개하기로 했다.
수네스가 1992년 봄에 우회술을 받고 회복하는 도중 톰슨이 감독직에 관심이 있다고 생각한 것으로 알려졌다.
1993년 말, 톰슨은 나고야 그램퍼스와 연락이 닿아 전 잉글랜드 국가대표 선수 게리 리네커와 합류할 것으로 예상되었다.
그는 해설가로서 활동하면서 생계를 벌어들이다가 제라르 울리에가 1998년에 리버풀 감독으로 취임하고, 로이 에번스가 떠나면서 진정한 리버풀인이 필요한 가운데, 톰슨이 전 보직으로 복귀할 것을 제의받았고, 톰슨이 이를 수락했다. 그의 리버풀 사단 2기 생활은 다사다난했는데, 톰슨과 스트라이커 로비 파울러는 다툰 후 명망 높은 공격수가 출전 기회를 잃고 리즈 유나이티드로 떠나기에 이르렀고, 톰슨은 2001년 10월에 울리에가 긴급 심장 수술을 받아 단독으로 몇 달 동안 선수단을 이끌었다.(이 기간 동안 나름 선방했다)
그는 리버풀 수석 코치를 역임하면서 붉은 군단은 승리 방정식을 수립해 2001년 UEFA컵, FA컵, 그리고 리그컵의 컵대회 3관왕을 달성했다.
울리에가 2004년에 해임되면서, 톰슨도 구단을 떠났다.
2010년 9월, 제라르 울리에가 애스턴 빌라 감독으로 취임하자, 울리에는 톰슨에게 중부 구단의 수석 코치직을 제안했다. 그러나, 톰슨은 너무 멀어 일에 전념하기 어렵고, 불가피하게 스카우팅을 위해 출장을 자주 가야 했으며, 가족과 삶으로부터 벗어나기 싫다는 이유로 제의를 거절했다. 결국 애스턴 빌라의 수석 코치직은 울리에와 톰슨 하에 리버풀에서 뛰던 게리 매컬리스터에게 돌아갔다.

## 경력 통계

### 클럽
| 구단              | 시즌      | 리그      | 리그 | 리그 | 컵   | 컵 | 리그컵 | 리그컵 | 대륙 | 대륙 | 기타 | 기타 | 합계 | 합계 |
| 구단              | 시즌      | 리그명    | 출장 | 골   | 출장 | 골 | 출장   | 골     | 출장 | 골   | 출장 | 골   | 출장 | 골   |
| ----------------- | --------- | --------- | ---- | ---- | ---- | -- | ------ | ------ | ---- | ---- | ---- | ---- | ---- | ---- |
| 리버풀            | 1971–72   | 1부 리그  | 1    | 0    | 0    | 0  | 0      | 0      | 0    | 0    | —    | —    | 1    | 0    |
| 리버풀            | 1972–73   | 1부 리그  | 14   | 0    | 2    | 0  | 1      | 0      | 3    | 0    | —    | —    | 20   | 0    |
| 리버풀            | 1973–74   | 1부 리그  | 35   | 2    | 9    | 0  | 4      | 0      | 3    | 0    | —    | —    | 51   | 2    |
| 리버풀            | 1974–75   | 1부 리그  | 32   | 0    | 2    | 0  | 1      | 0      | 1    | 2    | 1    | 0    | 37   | 2    |
| 리버풀            | 1975–76   | 1부 리그  | 41   | 0    | 2    | 0  | 3      | 0      | 11   | 2    | —    | —    | 57   | 2    |
| 리버풀            | 1976–77   | 1부 리그  | 26   | 2    | 4    | 0  | 2      | 0      | 3    | 0    | 1    | 0    | 36   | 2    |
| 리버풀            | 1977–78   | 1부 리그  | 27   | 3    | 1    | 0  | 7      | 0      | 7    | 1    | 1    | 0    | 43   | 4    |
| 리버풀            | 1978–79   | 1부 리그  | 39   | 0    | 6    | 0  | 1      | 0      | 3    | 0    | —    | —    | 49   | 0    |
| 리버풀            | 1979–80   | 1부 리그  | 42   | 0    | 8    | 0  | 7      | 1      | 2    | 0    | 1    | 0    | 60   | 1    |
| 리버풀            | 1980–81   | 1부 리그  | 25   | 0    | 1    | 0  | 6      | 0      | 7    | 0    | 1    | 0    | 40   | 0    |
| 리버풀            | 1981–82   | 1부 리그  | 34   | 0    | 1    | 0  | 7      | 0      | 5    | 0    | 1    | 0    | 48   | 0    |
| 리버풀            | 1982–83   | 1부 리그  | 24   | 0    | 0    | 0  | 4      | 0      | 5    | 0    | 1    | 0    | 34   | 0    |
| 리버풀            | 1983–84   | 1부 리그  | 0    | 0    | 0    | 0  | 0      | 0      | 0    | 0    | 1    | 0    | 1    | 0    |
| 리버풀            | 합계      | 합계      | 340  | 7    | 36   | 0  | 43     | 1      | 50   | 5    | 8    | 0    | 477  | 13   |
| 셰필드 유나이티드 | 1984–85   | 2부 리그  | 10   | 0    | 1    | 0  | 0      | 0      | —    | —    | —    | —    | 11   | 0    |
| 셰필드 유나이티드 | 1985–86   | 2부 리그  | 27   | 0    | 2    | 0  | 4      | 0      | —    | —    | 1    | 0    | 34   | 0    |
| 셰필드 유나이티드 | 합계      | 합계      | 37   | 0    | 3    | 0  | 4      | 0      | —    | —    | 1    | 0    | 45   | 0    |
| 경력 합계         | 경력 합계 | 경력 합계 | 377  | 7    | 39   | 0  | 47     | 1      | 50   | 5    | 8    | 0    | 522  | 13   |

### 국가대표팀
| 국가대표팀 | 연도 | 출장 | 골 |
| ---------- | ---- | ---- | -- |
| 잉글랜드   | 1976 | 8    | 1  |
| 잉글랜드   | 1977 | 0    | 0  |
| 잉글랜드   | 1978 | 2    | 0  |
| 잉글랜드   | 1979 | 8    | 0  |
| 잉글랜드   | 1980 | 10   | 0  |
| 잉글랜드   | 1981 | 3    | 0  |
| 잉글랜드   | 1982 | 11   | 0  |
| 합계       | 합계 | 42   | 1  |

## 수상

### 선수
리버풀
- 1부 리그: 1972–73, 1975–76, 1976–77, 1978–79, 1979–80, 1981–82, 1982–83
- FA컵: 1973–74
- 풋볼 리그컵: 1980–81, 1981–82, 1982–83
- 채리티 실드: 1974, 1976, 1977, 1979, 1980, 1982
- 유러피언컵: 1976–77, 1977–78, 1980–81
- UEFA컵: 1972–73, 1975–76
- 유러피언 슈퍼컵: 1977

### 감독
개인
- 프리미어리그 이달의 감독: 2001년 11월,[6] 2002년 3월[7]